# Kamień runiczny z Einang

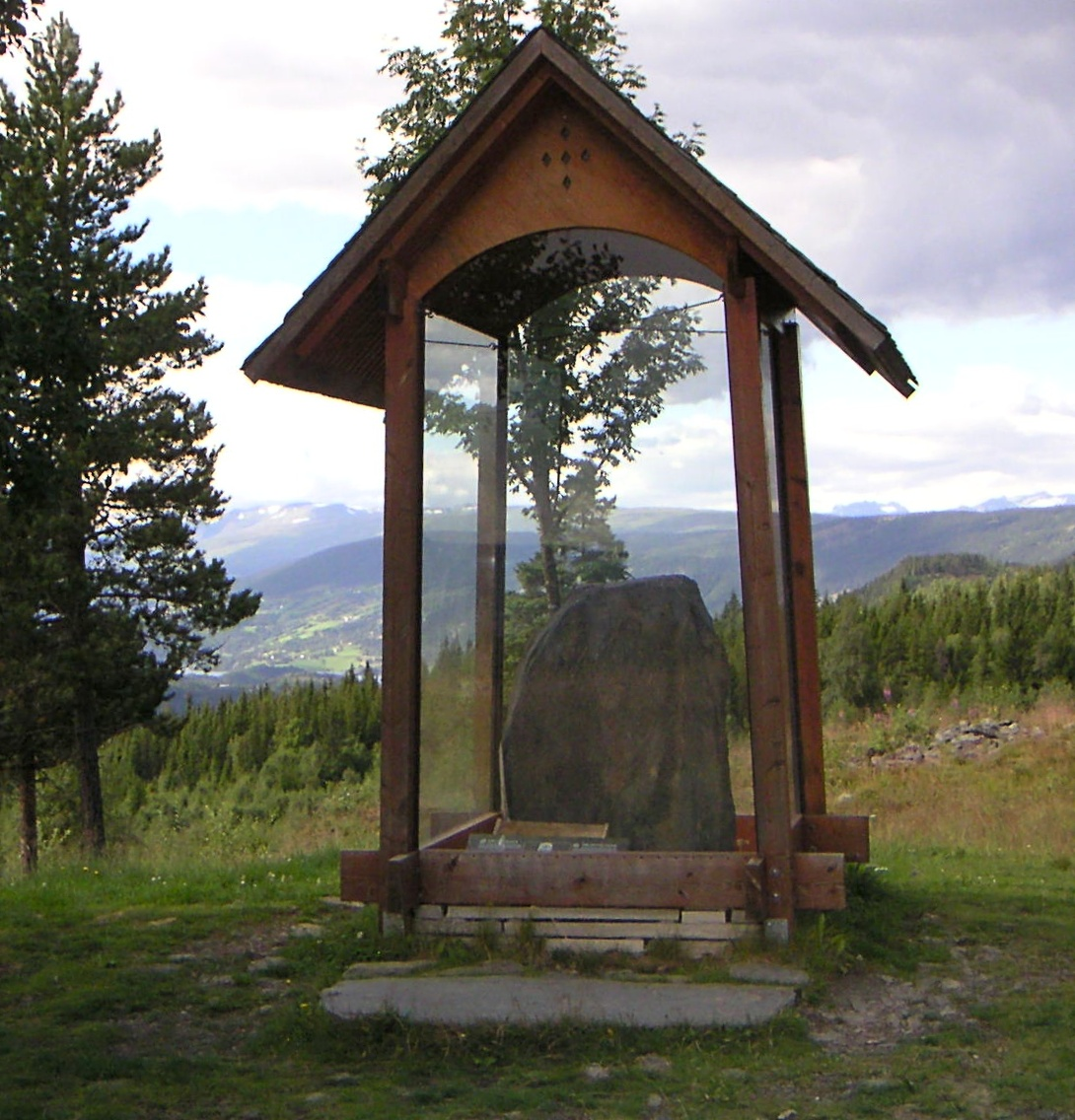
Kamień runiczny z Einang

Kamień runiczny z Einang – pochodzący z końca IV wieku kamień runiczny, znajdujący się na farmie Einang w gminie Vestre Slidre w Norwegii. Jest to jeden z najstarszych kamieni runicznych i najstarszy, który wciąż stoi w miejscu jego oryginalnego wystawienia. Jednocześnie jest to jeden z pierwszych zabytków epigraficznych, w których pojawia się słowo runy.
Kamień wieńczy kopiec grzebalny, położony na wysokim na 250 m wzgórzu nad fiordem Slidre. Inskrypcja czytana jest od prawej do lewej, jej początek na skutek działania czynników atmosferycznych został jednak zatarty i jest trudny do interpretacji. Powszechnie przyjmowany dziś przez badaczy odczyt napisu zaproponował w 1938 roku Erik Moltke:
[ek gu/o]dagastiR runo faihido
co tłumaczy się jako:
[ja] Dagar te runy zabarwiłem
Niejasna jest interpretacja pojawiającego się w inskrypcji słowa faihido („zabarwiłem”). Może ono wskazywać, że napis był pierwotnie wypełniony jakimś barwinkiem, lub że zwrotu tego użyto w znaczeniu „pisałem”.